# Ingmar Berga
Ingmar Berga (Hoogeveen, 17 juli 1984) is een Nederlands voormalig marathonschaatser en skeeleraar. Hij werd Europees en Nederlands kampioen skeeleren, en won twee keer zowel de Nederlandse marathontitel op kunstijs als de Open Nederlandse titel op natuurijs. Ook won hij een keer het algemeen klassement van de KNSB Marathon Cup en tientallen wedstrijden in vooral die Marathon Cup.
In januari 2022 stopte hij met schaatsen en skeeleren, omdat hij te veel hinder bleef ondervinden van een hersenschudding na een val tijdens een fietstraining in de voorbereiding op het schaatsseizoen. Hij bleef tot 2024 als assistent-coach verbonden aan zijn laatste ploeg Jumbo-Visma en opende daarna een sportwinkel in Dedemsvaart.
Berga trouwde met 19-voudig wereldkampioene en 25-voudig Europees kampioen skeeleren Valentina Belloni. Een van hun twee dochters, Asia, won in 2023 zilver bij de Nederlandse kampioenschappen skeeleren, op de 200 meter bij de kadetten. Valentina is bondscoach van de Nederlandse inlineskaters.

## Marathon

### Ploegen
2003/2004 - Univé verzekeringen
2004/2005 - BAM wegen/Univé opleidingsteam
2005-2009 - DSB Bank
2009-2011 - AMI Kappers
2011/2012 - Team Van Werven
2012-2014 - BAM-Univé
2014-2016 - A-ware/Fonterra
2016-2020 - Okay Fashion & Jeans
2020-2022 - Jumbo-Visma

### Resultaten
| Seizoen | NK (k) | NK (n) | ONK (n) | Cup    |
| ------- | ------ | ------ | ------- | ------ |
| 2004/05 | 23e    |        | 14e     | 8e     |
| 2005/06 | 24e    |        |         | Zilver |
| 2006/07 | Goud   |        | 70e     | 4e     |
| 2007/08 | Zilver |        | 14e     | 6e     |
| 2008/09 | 6e     | 4e     | Brons   | 7e     |
| 2009/10 | Zilver | Brons  | Zilver  | Zilver |
| 2010/11 | Zilver | 7e     | 55e     | 4e     |
| 2011/12 | 4e     | 31e    | 74e     | Brons  |
| 2012/13 | Goud   | 5e     | 48e     | 5e     |
| 2013/14 | 7e     |        | Goud    | 24e    |
| 2014/15 |        |        | 4e      | Zilver |
| 2015/16 |        |        |         | Goud   |
| 2016/17 |        |        | Goud    | 11e    |
| 2017/18 |        |        | 37e     | 17e    |
| 2018/19 |        |        | 72e     | 29e    |
| 2019/20 | 11e    |        |         |        |

### Zeges
2005/2006
The Greenery Six 2, Eindhoven
2006/2007
Essent Cup 2006-07 3, Eindhoven
Marathonwedstrijd van Haaksbergen (natuurijs)
2007/2008
KNSB Cup 7, Hoorn
Essent Cup 6, Amsterdam
Essent Cup 14, Eindhoven
Essent Cup finale: Amsterdam
2008/2009
KNSB Cup 4, Assen
2009/2010
Marathon Cup 7, Hoorn
Criterium Weissensee, Oostenrijk
Driedaagse dag 1, Groningen
2010/2011
Marathon Cup 6, Eindhoven
Marathon Cup 8, Breda
Marathon Cup 13, Amsterdam
2012/2013
Marathon Cup 12, Enschede
2014/2015
Marathon Cup 12, Enschede
Marathon Cup finale: Amsterdam
2015/2016
Marathon Cup 5, Heerenveen
2017/2018
Marathon Cup 6, Hoorn

## Inline-skaten
Europese kampioenschappen inline-skaten 2010, marathon
 NK inline-skaten 2011, marathon
 NK inline-skaten 2015, marathon
 NK inline-skaten 2016, marathon
 Nederlandse kampioenschappen inline-skaten 2019, marathon